# Van Tuyll-monument

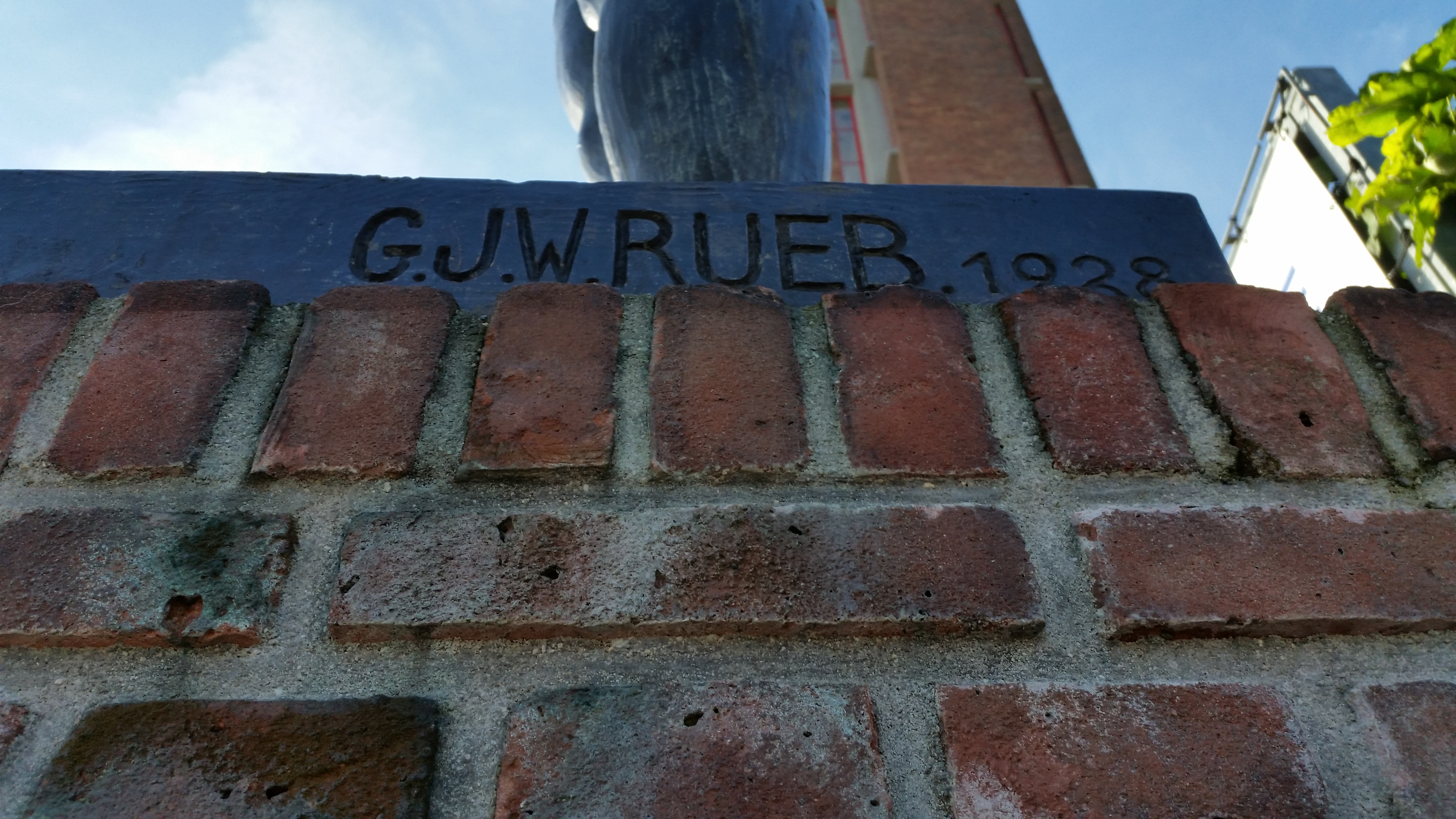
Naam Rueb (oktober 2018)

Het Van Tuyll-monument, ook wel De Olympische groet, is een kunstwerk in Amsterdam-Zuid.

## Geschiedenis
De kunstenares Gra Rueb maakte dit bijna drie meter hoge bronzen beeld ter nagedachtenis van Frits van Tuyll van Serooskerken, sinds 1898 lid van het Internationaal Olympisch Comité en vanaf 1912 (de eerste) voorzitter van het Nederlands Olympisch Comité. Hij heeft zich ingespannen om de Olympische Zomerspelen 1928 naar Amsterdam te halen, vandaar dat het beeld oorspronkelijk was opgesteld voor het Olympisch Stadion aldaar.
Rueb was al eerder bij de Olympische zaak betrokken. In 1924 had zij zitting in een comité dat zich bemoeide met de kunsttentoonstelling annex wedstrijd behorende bij de Olympische Zomerspelen 1924 te Parijs. Het comité had korte tijd Frits van Tuyll van Serooskerken als voorzitter, maar die overleed in voorjaar 1924. Onder het voorzitterschap van Jan Feith, bekend bestuurder binnen hockey en tennis en tevens schrijver, bestond het comité uit Adolf Broese van Groenau en Jan Wils (architectuur), Ed Gerdes, Simon Maris, Willy Sluiter (schilderkunst) en Gra Rueb (beeldhouwkunst). Uiteindelijk nam Nederland alleen deel aan de wedstrijd voor schilderkunst. Voor deelname aan de wedstrijd literatuur moest namelijk niet alleen tekst in de thuistaal aangeleverd worden, maar er werd ook verwacht dat men een Engelse en Franse vertaling verzorgde. Dat bleek te kostbaar, net als het heen en weer transporteren van beeldhouwwerken.
Het beeld van Rueb werd in de eerste dagen van mei 1928 op de bakstenen sokkel van Jan Wils geplaatst, die enigszins is gemodelleerd naar de opvattingen van De Stijl. Alle olympiërs die het stadion zouden betreden zouden op deze wijze begroet worden. Het werd op 17 mei 1928, voorafgaande aan de hockeywedstrijd Nederland - Frankrijk,  onthuld door prins Hendrik. Het beeld was gegoten door kunstgieterij Prowaseck & Stöxen te Leiden. Architectonisch was het bedoeld als tegenhanger van de Marathontoren. Het stond tijdens de opening van het stadion ten zuiden ervan en verhuisde later naar een plaats aan de noordkant.
De Olympische groet die de uitgebeelde sporter brengt werd al sinds de vroegste Olympische Spelen gebruikt, maar werd na de Tweede Wereldoorlog door het IOC afgeschaft door de grote gelijkenis met de Hitlergroet. Al bij de omstreden Olympische Zomerspelen 1936 in Berlijn, die door de nazi's voor propagandadoeleinden werden misbruikt, werd dat pijnlijk duidelijk: de Britse sporters brachten demonstratief de Olympische groet, maar het verschil met de Hitlergroet (met een iets andere positie van de gestrekte arm) werd nauwelijks opgemerkt.
Ook de Olympische groet die de sporter op het beeld bij het Amsterdamse stadion brengt, was na de oorlog lange tijd omstreden door de onbedoelde, maar pijnlijke associaties. Jarenlang werd er over gediscussieerd, waarbij steeds aangehaald werd dat de groet zou zijn terug te voeren op de Romeinen, zie bijvoorbeeld De eed van de Horatii van Jacques-Louis David. Tijdens onderzoek onder leiding van Stichting Olympisch Stadion en Bouwinvest (eigenaar station) in 2019/2020 werd dat verhaal historisch niet juist geacht. Hoewel De Coubertin de groet tijdens de Olympische Spelen van 1924 (her)introduceerde, was de groet toen ook al in gebruik als fascistische groet bij de Italiaanse fascisten onder leiding van Benito Mussolini waardoor de ongewenste connotatie weer opdook, zonder dat de kunstenares daarmee iets van doen had. Vanaf augustus 2020 werd daarom bekeken of het mogelijk was of het beeld naar een binnenterrein van het stadion kon verhuizen waarbij tevens er een nieuwe toelichting zou worden geschreven. Aangezien het beeld deel uitmaakt van een rijksmonument is zonder meer verplaatsen van het beeld niet toegestaan.
In maart 2022 werd het omstreden standbeeld naar het trappenhuis binnen in het Olympisch stadion verplaatst. De rechtbank van Amsterdam besloot dat het beeld daar mag blijven staan nadat het Cuypersgenootschap verzocht had het naar de oorspronkelijke plaats terug te zetten.

## Monumentale status
Het beeld, inclusief de rond beeld en sokkel geplaatste bloembakken, werd in 1995 aangewezen als rijksmonument vanwege de kunst- en cultuurhistorische waarde binnen het complex van het Olympisch Stadion. 